# Eulithis achatinellaria
Eulithis achatinellaria är en fjärilsart som beskrevs av Charles Oberthür 1880. Eulithis achatinellaria ingår i släktet Eulithis och familjen mätare. Inga underarter finns listade i Catalogue of Life.